# Pedroca Monteiro
Pedroca Monteiro (Rio de Janeiro, 1981) é um ator, humorista e autor brasileiro.

## Vida pessoal
Nasceu em 1981 no bairro do Humaitá no Rio de Janeiro. É filho de economistas, mas sempre sonhou em ser ator. Formou-se como ator pela Casa Das Artes de Laranjeiras em 2003.
É casado com o ator Michel Blois desde 2013.

## Carreira
Ao longo da sua carreira, Pedroca Monteiro esteve envolvido em inúmeras produções teatrais. Algumas de suas atuações notáveis incluem O Círculo de Giz Caucasiano, de Bertolt Brecht, sua primeira apresentação; Curta Passagem, de Mario Bortolotto com direção de Adriano Garib.; Os Estonianos de Julia Spadaccini e Esta Propriedade Está Condenada como parte do projeto Auto Peças da Cia dos Atores. Também trabalhou em peças como Coelho Branco Sobre Branco, de Alessandra Colasanti, Trabalhos de Amores Quase Perdidos e O Condomínio, de Pedro Brício; Desesperados, de Fernando Ceylão e Simples Assim, de Martha Medeiros.
Pedroca Monteiro é membro da Invisível Companhia, grupo de teatro com quem tem colaborado em produções como Limite e Córtex. Lá, participou da Pequena Orquestra, onde criou e atuou nas peças Madrigal em Process e Dentro. Também atuou no Buraco Show, adaptação para a internet da peça de teatro Buraco da Lacraia. Adicionalmente, integra o coletivo Pequena Orquestra, onde atuou em peças como Madrigal em Processo e Dentro. Em 2017, Pedroca Monteiro foi indicado ao Prêmio APTR de Melhor Ator Coadjuvante por sua atuação destacada na peça Sucesso, de Leandro Muniz. No ano seguinte, ganhou o Prêmio do Humor de Melhor Performance por sua atuação em O Condomínio de Pedro Brício. Seu talento e dedicação lhe renderam reconhecimento no cenário teatral brasileiro.
No domínio televisivo, Pedroca Monteiro tem protagonizado várias séries. Já fez parte do elenco de programas como Quase Anônimos, Trair e Coçar é Só Começar e Vai Que Cola na rede Multishow. Sua primeira participação na televisão foi na série S.O.S. Emergência, em 2010. Seu primeiro grande papel foi na novela Espelho da Vida, em 2018. Atuou como humorista em programas da Multishow, como Vai Que Cola. Pedroca passou a ser parte do elenco fixo na sétima temporada, intitulada Vai Que Cola: Partiu Miami. Em 2021. Atuou como o subdelegado Prado em Quanto Mais Vida, Melhor! Também atuou em Malhação, Dani-se e no telejornal humorístico Fora de Hora.  As versáteis habilidades de atuação de Pedroca Monteiro, combinadas com sua presença online, contribuíram para sua crescente popularidade e sucesso na indústria do entretenimento.
Pedroca Monteiro também se destacou nas redes sociais. Sua primeira aparição notável na internet foi no canal do YouTube Pedroca Desabafa em 2016. Por causa do canal, foi convidado pela GNT a criar um quadro homônimo no programa Papo de Segunda. Também atuou no Buraco Show, adaptação para a internet da peça de teatro Buraco da Lacraia.
Em 2020, durante a pandemia de COVID-19, Pedroca criou diversos personagens com ajuda de filtros em suas redes sociais, principalmente o Instagram, como uma maneira de lidar com o isolamento social. Seus vídeos são de humor sobre problemas do cotidiano. Seu material tornou-se um sucesso. Seus personagens passaram a interagir entre si, fazendo com que seus vídeos se tornassem mininovelas. Entre seus personagens estão Conrado, homem descabelado que passa o dia fazendo compras na internet, Sabrina Sacu Xeiu, a clubber cansada de ficar em quarentena e doida para arrumar um namorado, e Pipi, um gato que odeia seu dono. Além dos personagens de sua autoria, Pedroca também faz paródias de personalidades famosas, como Caetano Veloso, Selton Mello, Edgar Scandurra, Patrícia Pillar e Cleo Pires.

## Filmografia

### Televisão
| Ano           | Titulo                     | Papel                       | Notas                              |
| ------------- | -------------------------- | --------------------------- | ---------------------------------- |
| 2009          | Quase Anônimos             | André                       |                                    |
| 2010          | S.O.S. Emergência          | Dr. Diego F.                |                                    |
| 2012          | Dercy de Verdade           | Marco Nanini                | Episódio: "13 de janeiro"          |
| 2013–14       | Malhação Casa Cheia        | Omar                        |                                    |
| 2015          | Trair e Coçar é Só Começar | Túlio                       |                                    |
| 2016          | Terminadores               | Rodrigo Martins             | Episódio: "Namoradinhos do Brasil" |
| 2017          | Papo de Segunda            | Ele mesmo                   | Quadro: "Pedroca Desabafa"         |
| 2017          | Rock Story                 | Marciano Filho              | Capítulos: "173 até 174"           |
| 2018          | Borges                     | Rafael                      | Episódio: "Canal do Leste Europeu" |
| 2018–19       | Espelho da Vida            | Cláudio                     |                                    |
| 2019–20       | Stella Models              | Anderson                    |                                    |
| 2019–presente | Vai que Cola               | Alejandro                   |                                    |
| 2020          | Fora de Hora               | Repórter                    |                                    |
| 2021–22       | Quanto Mais Vida, Melhor   | Delegado Prado              |                                    |
| 2021–22       | Dani-se                    | Apresentador                |                                    |
| 2023          | Sem Filtro                 | Fernandinho                 |                                    |
| 2024-2025     | Cilada                     | Julião / Vários personagens |                                    |

### Cinema
| Ano  | Título                        | Papel         | Notas          |
| ---- | ----------------------------- | ------------- | -------------- |
| 2011 | Teste de Elenco               | Fábio         | [ 16 ]         |
| 2015 | Madrigal em Filmagem          | Thomas 3      | Curta metragem |
| 2018 | Uma Quase Dupla               | Luís          | [ 17 ]         |
| 2018 | Simonal                       | Godofredo     | [ 18 ]         |
| 2018 | Minha Vida em Marte           | Ajudante      | [ 19 ]         |
| 2019 | A Primeira Tentação de Cristo | Shiva         | [ 20 ]         |
| 2019 | Carlinhos e Carlão            | Antunes       | [ 21 ]         |
| 2021 | Os Salafrários                | Apresentandor | [ 22 ]         |
| 2022 | Uma Pitada de Sorte           | Bob           |                |
| 2024 | Apaixonada                    | Jeff          | [ 23 ]         |
| 2025 | Agentes Especiais             | Johnny        | [ 24 ]         |

### Como Ator
| Ano     | Título                             | Direção                           |
| ------- | ---------------------------------- | --------------------------------- |
| 2003    | Curta Passagem                     | Mário Bortolotto                  |
| 2005    | Tudo de Ensaio                     | Wendell Bendelack                 |
| 2007    | Não Vamos Falar Sobre Isso Agora   | Julia Spadaccini                  |
| 2009    | Corte Seco                         | Christiane Jatahy                 |
| 2009    | Madrigal em Processo               | Direção Coletiva                  |
| 2010    | Esta Propriedade Está Condenada    | Cristiana Moura                   |
| 2011    | Coelho Branco Sobre Branco         | Alessandra Colasanti              |
| 2011    | Trabalhos de Amores Quase Perdidos | Pedro Brício                      |
| 2011    | Dentro                             | Michel Blois                      |
| 2012    | Os Estoniamos                      | Julia Spadaccini                  |
| 2012    | Michael e Eu                       | Ivan Sugahara                     |
| 2012    | Adeus a Carne                      | Michel Melamed                    |
| 2014    | Limite                             | Invisível Companhia               |
| 2016    | Sucesso                            | Leandro Muniz                     |
| 2017    | Desesperados                       | João Fonseca                      |
| 2018    | O Condomínio                       | Pedro Brício e Alcemar Vieira     |
| 2019–22 | Simples Asssim                     | Ernesto Piccolo                   |
| 2024    | A Noviça Rebelde                   | Charles Möeller e Claudio Botelho |

### Como Diretor
| Ano     | Título           | Nota             |
| ------- | ---------------- | ---------------- |
| 2012–24 | Buraco Show      | Também como ator |
| 2022    | Pedroca e George | [ 30 ]           |

### Internet
| Ano     | Título           | Cargo / Papel | Notas                  |
| ------- | ---------------- | ------------- | ---------------------- |
| 2016–20 | Pedroca Monteiro | Ele mesmo     | Antes Pedroca Desabafa |
| 2018    | O Último Desejo  | Adilson       | [ 31 ]                 |

### Prêmios e Indicações
| Ano  | Título                                | Nomeação                | Nome         | Nota     |
| ---- | ------------------------------------- | ----------------------- | ------------ | -------- |
| 2017 | Prêmio APTR                           | Melhor Ator Coadjuvante | Sucesso      | Indicado |
| 2018 | Prêmio do Humor de Melhor Performance | Melhor Performance      | O Condomínio | Venceu   |

## Livros
- Kondo, Daniel; Monteiro, Pedroca (2022). Ser o Que Se É. [S.l.]: Companhia das Letras. ISBN 978-6581776251[33]